# Rees (Familienname)
Rees ist ein deutscher, englischer und walisischer Familienname.

## Namensträger

### A
- Abraham Rees (1743–1825), britischer Enzyklopädist und Naturforscher
- Adriana van Rees-Dutilh (1876–1959), niederländische Künstlerin
- Alan Rees (1938–2024), britischer Autorennfahrer
- Angharad Rees (1949–2012), britisch-walisische Schauspielerin
- Annunziata Rees-Mogg (* 1979), britische Politikerin

### B
- Barrie Rees (1944–1965), walisischer Fußballspieler
- Billy Rees (Fußballspieler, 1924) (William Rees; 1924–1996), walisischer Fußballspieler
- Billy Rees (Fußballspieler, 1937) (William Rees; * 1937), walisischer Fußballspieler

### C
- Catharina van Rees (Celestine; 1831–1915), niederländische Dichterin, Schriftstellerin, Komponistin und Feministin
- Celia Rees (* 1949), britische Jugendbuchautorin
- Charles Rees (1927–2006), britischer Chemiker
- Christopher Rees (* 1965), walisischer Badmintonspieler, siehe Chris Rees
- Christopher Rees, britischer Motorjournalis und Sachbuchautor, Chris Rees (Autor)
- Christopher Rees (* 1946), britischer Rock-Schlagzeuger, siehe Chris Slade

### D
- David Rees (Mathematiker) (1918–2013), britischer Mathematiker
- David Rees (Biathlet) US-amerikanischer Biathlet
- David Rees (Schriftsteller) (1936–1993), britischer Schriftsteller
- David Rees (Skilangläufer, 1940) (* 1940), britischer Skilangläufer
- David Rees (Skilangläufer, 1943) (* 1943), kanadischer Skilangläufer
- David Rees (Filmeditor), Filmeditor
- David Rees (Comiczeichner) (* 1972), US-amerikanischer Comiczeichner
- David Rees (Rugbyspieler) (* 1974), englischer Rugby-Union-Spieler
- Dee Rees (* 1976), US-amerikanische Filmregisseurin
- Dilwyn Rees (1914–1986), britischer Archäologe und Autor, siehe Glyn Daniel
- Douglas C. Rees (* 1952), US-amerikanischer Biochemiker und Biophysiker

### E
- Eberhard Rees (1908–1998), deutscher Raketentechniker
- Edmund Rees-Mogg (1889–1962), britischer Politiker
- Edward Christopher Rees (1931–2001), walisischer Politiker
- Edward Herbert Rees (1886–1969), US-amerikanischer Politiker
- Elgan Rees (* 1954), walisischer Rugby-Union-Spieler
- Etie van Rees (1890–1973), niederländische Malerin und Keramikerin

### F
- Fernando Rees (* 1985), brasilianischer Autorennfahrer

### G
- Gareth Rees (* 1967), kanadischer Rugby-Union-Spieler
- Gary Rees (* 1960), englischer Rugby-Union-Spieler
- Gavin Rees (* 1980), britischer Boxer
- Geraint Rees (* 1967), britischer Neurowissenschaftler
- Grover Rees III (* 1951), US-amerikanischer Diplomat

### H
- Hubert Rees (Biologe) (1923–2009), britischer Genetiker
- Hubert Rees (Schauspieler) (1928–2009), britischer Schauspieler

### I
- Ivor Rees (1926–2012), walisischer Bischof

### J
- Jacob van Rees (1854–1928), niederländischer Autor und Anarchist
- Jacob Rees-Mogg (* 1969), britischer Politiker
- James Gay-Rees (* 1967), britischer Filmproduzent
- Jason Rees (* 1969), walisischer Fußballspieler
- Jed Rees (* 1970), kanadischer Schauspieler
- Jennifer Rees Larcombe (* 1942), englische Autorin
- Joachim Rees (* 1964), deutscher Kunsthistoriker
- John Rees (Schauspieler) (1927–1994), britischer Schauspieler
- John Rees (Musiker), australischer Musiker
- John Rees (Autor) (* 1957), britischer Autor und politischer Aktivist
- John Rees (Politiker), US-amerikanischer Politiker, Bürgermeister von Winter Garden
- John Rees (Snookerspieler), englischer Snookerspieler
- John Rawlings Rees (1890–1969), britischer Psychiater

### K
- Kasper Frans de Rees (1690–1740), niederländischer Mathematiker
- Kristian Rees (* 1980), australischer Fußballspieler

### L
- Leighton Rees (1940–2003), walisischer Dartspieler
- Leslie Rees († 2013), britischer Bischof
- Lisa Rees (1872–1976), deutsche Vorkämpferin der Frauenemanzipation
- Llewellyn Rees (1901–1994), britischer Schauspieler
- Lloyd Rees (1895–1988), australischer Maler
- Louis Rees-Zammit (* 2001), walisischer Rugby-Union-Spieler

### M
- Madeleine Rees, britische Frauen- und Menschenrechtlerin
- Marian Rees (1927–2018), US-amerikanische Fernsehproduzentin
- Martin Rees (* 1942), britischer Astronom
- Mary Rees (* 1953), britische Mathematikerin
- Matt Beynon Rees (* 1967), walisischer Journalist und Schriftsteller
- Matthew Rees (* 1980), walisischer Rugbyspieler
- Mel Rees (1967–1993), walisischer Fußballspieler
- Mina Rees (1902–1997), US-amerikanische Mathematikerin
- Merlyn Rees (1920–2006), britischer Politiker

### N
- Nathan Rees (* 1968), australischer Politiker
- Nigel Rees (* 1953), walisischer Fußballspieler

### O
- Otto van Rees (Politiker) (1823–1892), niederländischer Politiker und Kolonialbeamter
- Otto van Rees (Ökonom) (1825–1868), niederländischer Ökonom, Statistiker, Jurist und Hochschullehrer
- Otto van Rees (Maler) (1884–1957), niederländischer Maler

### P
- Paul Rees (* 1986), britischer Rennfahrer
- Peter Rees, Baron Rees (1926–2008), britischer Politiker (Conservative Party)

### R
- Richard van Rees (1797–1875), niederländischer Mathematiker und Physiker
- Roger Rees (1944–2015), britischer Schauspieler
- Rollin R. Rees (1865–1935), US-amerikanischer Politiker
- Roman Rees (* 1993), deutscher Biathlet
- Ronnie Rees (* 1944), walisischer Fußballspieler
- Rosemary Rees (1901–1994), englische Balletttänzerin und Pilotin
- Rosemary Frances Rees (1875–1963), neuseeländische Autorin, Schauspielerin, Theaterproduzentin und Dramatikerin

### T
- Thomas Rees (Geistlicher) (1777–1864), britischer Geistlicher und Gelehrter
- Thomas Rees (Bildhauer) (* 1959), deutscher Bildhauer
- Thomas M. Rees (1925–2003), US-amerikanischer Politiker
- Timothy Rees (1874–1939), britischer Geistlicher, Bischof von Llandaff
- Tom Rees (* 1984), englischer Rugby-Union-Spieler
- Tony Rees (* 1964), walisischer Fußballspieler
- Tracy Rees (* 1972), britische Autorin
- Trevor Rees-Jones (* 1968), britischer Leibwächter

### W
- Wilhelm Rees (Heimatforscher) (1888–1969), deutscher Heimatforscher und Schriftsteller
- Wilhelm Rees (Theologe) (* 1955), deutscher katholischer Theologe und Hochschullehrer
- Will Rees, walisischer DJ und Musikproduzent
- William Rees (Ökologe) (* 1943), kanadischer Ökologe und Hochschullehrer
- William Gilbert Rees (1827–1898), britischer Entdecker
- William James Rees (1913–1967), britischer Zoologe
- William Rees-Mogg, Baron Rees-Mogg (1928–2012), britischer Journalist, Autor und Politiker
- William Rees (Kameramann) (1906–1961), US-amerikanischer Kameramann